# Vlag van Nevele
De vlag van Nevele werd door de gemeenteraad op 19 september 1977 officieel vastgesteld als de gemeentelijke vlag van de Oost-Vlaamse gemeente Nevele. Op 3 juli 1978 werd hij door het koninklijk besluit bevestigd en uiteindelijk gepubliceerd op 6 september 1978 in het officiële Belgisch Staatsblad.
Officieel wordt de vlag beschreven als:
Gele vlag met een rood kruis en een rode leeuw in elke hoek.
De vlag is volledig gebaseerd op het gemeentewapen en ziet er dus helemaal hetzelfde uit. Dit gemeentevlag is identiek aan de vlag van Estaimpuis.
Op 1 januari 2019 is Nevele opgegaan in de gemeente Deinze. De vlag is daardoor als gemeentevlag komen te vervallen.

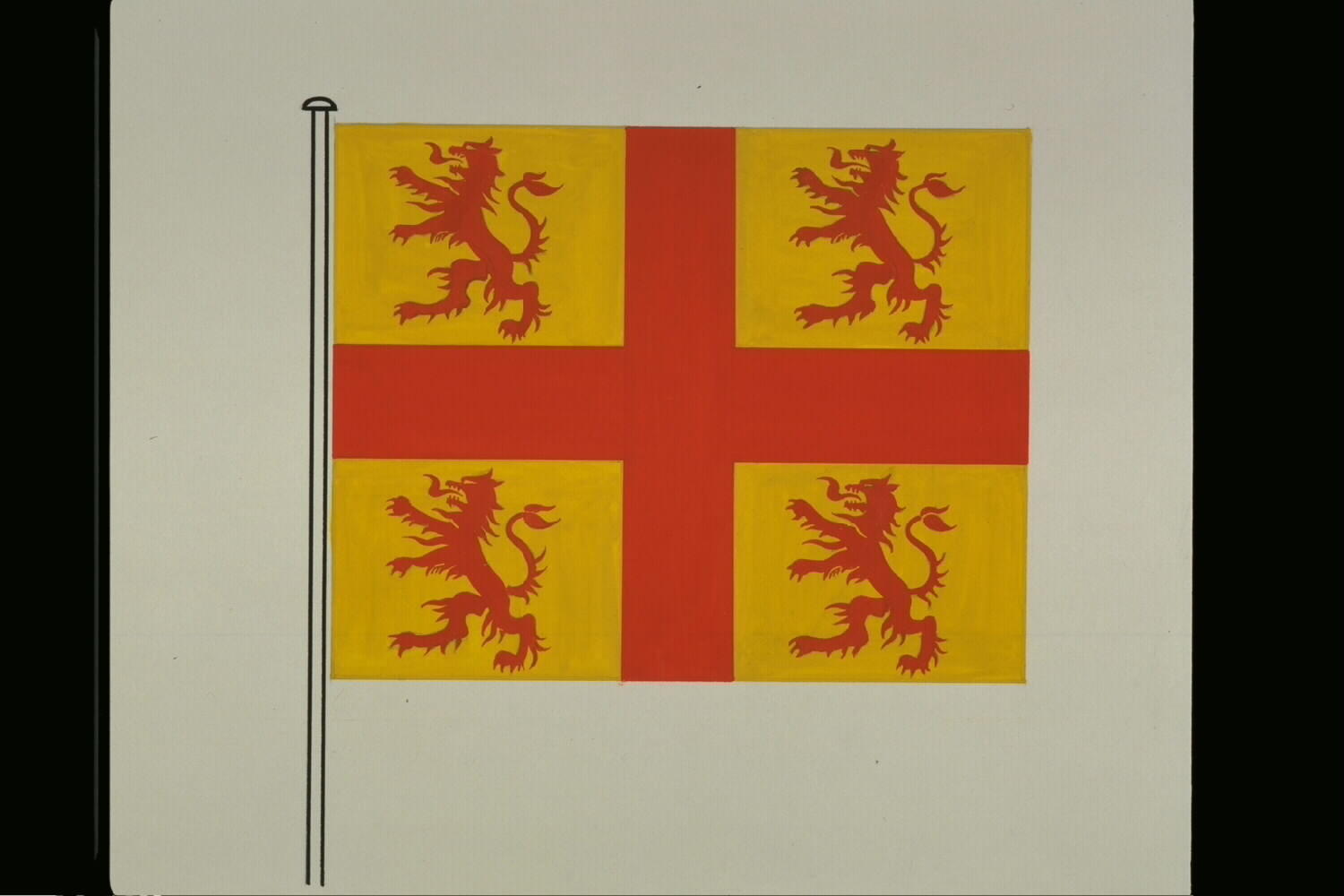
Officiële tekening van de vlag
Vlag van Estaimpuis